# Dongxiang
Dongxiang (en chino, 东乡; pinyin, Dōngxiāng, léase Dong-Siáng) es un condado autónomo bajo la administración directa de la prefectura autónoma de Linxia. Se ubica en la provincia de Gansu, centro-norte de la República Popular China. Su área es de 1507 km² y su población total para 2020 superó los 290 mil habitantes.

## Toponimia
El territorio está dominado por la etnia dongxiang, de ahí su nombre. En 2020, el 88% de su población pertenecía al grupo Dongxiang. En 1993, la mitad de la población Dongxiang vivía en el condado.
Como las otras regiones autónomas, se caracteriza por estar asociada a un grupo étnico minoritario, en este caso, los dongxiang. La región recibió la condición de "autónomo" en 1955 cuando se fundó el Condado autónomo de Dongxiang.

## Administración
El condado autónomo de Dongxiang se divide en 23 pueblos que se administran en 8 poblados y 15 villas.